# Pelágio Sauter
Pelágio Sauter C.Ss.R. (Hausen am Tann, 9 de setembro de 1878 – Goiânia, 23 de novembro de 1961) foi sacerdote católico e musicista alemão radicado no Brasil.

## Biografia
Nasceu Pelagius Sauter na aldeia de Hausen am Tann, Baden-Württemberg, Alemanha, e foi batizado três dias depois. Seus pais, Maria Neher e Matias Sauter, tiveram quinze filhos, dois dos quais tornaram-se padres redentoristas, Pelágio e Gaspar. Matias era o mestre-escola local e também se dedicava à agricultura para garantir o sustento da família. Além disso ocupava os cargos de organista, sacristão e escriturário na comunidade. Maria, além dos afazeres domésticos, também prestava serviços para a paróquia. Desta forma, Pelágio e seus irmãos sempre estiveram bastante próximos da Igreja.
Em 1892, Pelágio recebeu os sacramentos da Primeira Eucaristia e do Crisma. Trabalhou dois anos como aprendiz de serralheiro em uma cidade vizinha.
Ingressou no seminário dos redentoristas em Bachham em 1894. Depois foi estudar em Dürrnberg, na Áustria (onde foi aluno do Beato Gaspar Stangassinger), e terminou o curso ginasial em Gars am Inn.
Professou na Congregação do Santíssimo Redentor em 8 de setembro de 1902 e foi ordenado presbítero por Dom Franz Anton von Henle, bispo de Ratisbona, em 16 de junho de 1907.
Em 2023 foi publicada pela Editora Scala, em Goiás, a sua primeira biografia histórica: "Padre Pelágio Sauter: uma biografia histórica (1878-1961)", escrita pelos historiadores Dr. Robson Gomes Filho e Dr. Eduardo Gusmão de Quadros.

### Missão no Brasil
Quando convidado para vir ao Brasil, aceitou logo, pois sempre quis trabalhar nas missões estrangeiras. Desembarcou no Rio de Janeiro ao lado de mais quatro confrades em 6 de agosto de 1909.
Pelágio nunca mais retornou à Alemanha. Passou 5 anos em algumas paróquias de São Paulo e os outros 47 em Goiás. Durante esses longos anos, desenvolveu múltiplas atividades pastorais. Seu apostolado predileto foram as "desobrigas" no sertão goiano. Percorreu centenas de comunidades, quase sempre a cavalo, tornando-se conhecido e estimado pelo povo.

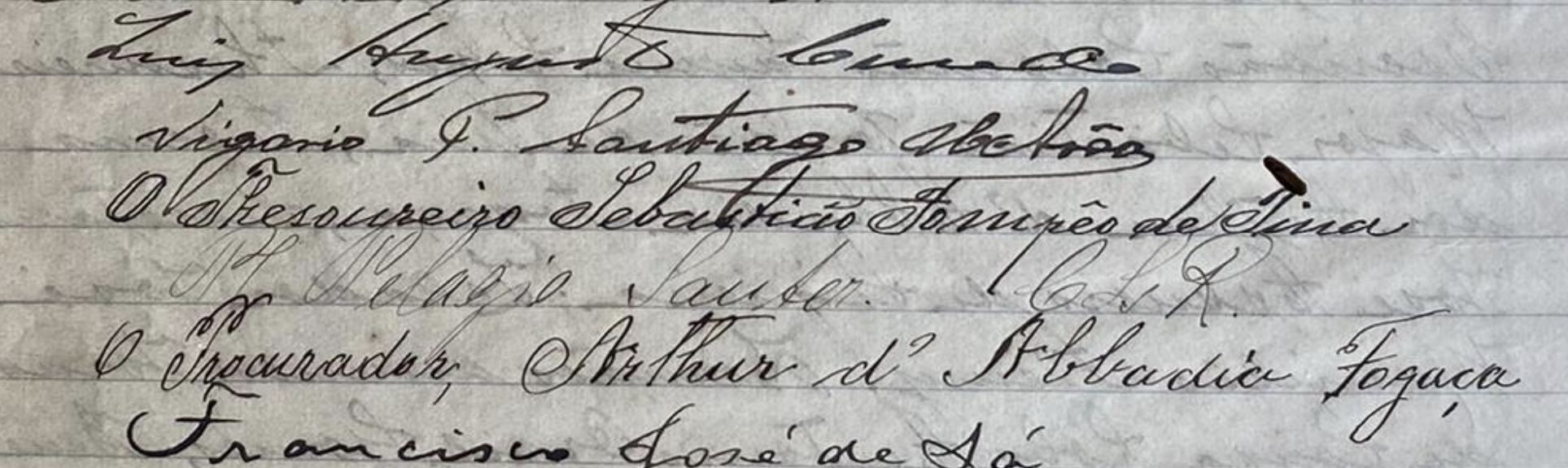
Assinatura de Pe. Pelagio Sauter C.S.R, no livro de Atas 1914-1940 da Irmandade do Santíssimo de Pirenópolis.

Em 1924 esteve a frente dos solenes atos das celebrações litúrgicas e para-litúrgicas da Semana Santa na Paróquia de Pirenópolis, uma das tradicionais de Goiás, celebrada desde as primeiras décadas do século XVIII . Também neste ano em Pirenópolis, presidiu a eleição da mais antiga Confraria do estado, a Irmandade do Santíssimo, atuante desde 1728. 
Era músico e tocava vários instrumentos tais como bandolim, violino e gaita, além de dominava o harmônio e o órgão. Foi maestro e professor de música. Acompanhava ao órgão diversos corais que ele mesmo formou. Era também escritor. Escreveu e ensaiou numerosos dramas, operetas e comédias, com letra e música de sua própria autoria.
Onde mais trabalhou foi em Trindade. Os romeiros iam visitar o Divino Pai Eterno durante a festa, mas não voltavam sem pedir também a bênção do Pe. Pelágio. A Igreja do Santíssimo Redentor, construída na cidade, foi destinada a acolher os restos mortais de Pe. Pelágio. Posteriormente, transferiu-se para Campinas, em cuja igreja matriz realizava celebrações diariamente pela manhã e à tarde.

### Morte
Seus últimos cinco anos foram dedicados unicamente à pastoral dos enfermos. Ao visitar uma pessoa enferma, apanhou chuva na volta, ocasionando-lhe forte pneumonia. Foi internado na Santa Casa de Misericórdia de Goiânia, mas sobreveio um enfisema pulmonar, com outras complicações, tudo agravado pelos achaques da idade. Após uma semana de sofrimentos, morreu às 13 horas do dia 23 de novembro de 1961. Tinha 83 anos.
O sepultamento ocorreu dia 24 à tarde, após uma vigília ininterrupta de visitas e orações na igreja matriz de Campinas. Ao velório e ao enterro, o mais concorrido até hoje na capital goiana (que naquele tempo devia ter pouco mais de cem mil habitantes), compareceram cerca de quarenta mil pessoas. O governo do Estado decretou luto oficial por três dias e ponto facultativo no dia do enterro.

## Beatificação
Em 1997 foi pedido à Congregação para as Causas dos Santos que se instalasse o processo de sua beatificação e canonização, o que foi concedido. A primeira fase sobre a heroicidade das virtudes, foi encerrada em 1998. Na segunda fase do processo, duas curas serão submetidas à Congregação para a Causa dos Santos para obtenção do título de Beato. Em 7 de novembro de 2014, o Papa Francisco autorizou o prefeito da Congregação das Causas dos Santos, Cardeal Angelo Amato, a promulgar os decretos sobre as virtudes heroicas de oito servos de Deus, entre eles o Pe. Pelágio Sauter, conferindo-lhe o título de Venerável.